# Сражение при Айн-Заре
Сражение при Айн-Заре (ит. Battaglia di Ain Zara) — сражение во время итало-турецкой войны за контроль над оазисом Айн-Зара, в котором турки создали укреплённый лагерь.
В октябре 1911 года, после начала итало-турецкой войны, итальянские войска высадились в Триполитании и захватили Триполи. Прежде чем завершить оккупацию Триполи, итальянским войскам необходимо было устранить угрозу, исходящую от Айн-Зары, оазиса в 8 км к югу от Триполи, который османские войска (включая местные арабские силы) превратили в хорошо укреплённую позицию с гарнизоном из 8000 человек и батареей из восьми 87-мм орудий Круппа. Айн-Зара была одна из самых важных баз османской армии в Триполитании, откуда было предпринято несколько контратак против итальянских позиций возле Триполи.
4 декабря итальянские войска численностью 12 000 человек тремя колоннами двинулись к Айн-Заре. Правая колонна генерала Г. Пекори-Джиральди состояла из двух бригад. В центральную колонну генерала Л. Райнальди входили два пехотных полка и горная батарея. Левая колонна полковника Амари, которой было поручено захватить холм Форначи, состояла из двух батальонов. Батальон под командованием генерала Ди Шорана проводил отвлекающую атаку. Операцию поддерживала итальянская морская артиллерия. В поддержку атаки флот поднял несколько аэростатов наблюдения, чтобы направлять огонь артиллерии.
Колонна Райнальди начала фронтальную атаку при поддержке 149-мм осадного орудия и 210-мм осадной гаубицы. Турки ответили контрбатарейным огнём, а затем предприняли несколько контратак, которые были отбиты итальянцами. В свою очередь атака колонны Амари не увенчались успехом, и она была отозвана.
После того как итальянская бригада из колонны Пекори-Джиральди начала выполнять фланговый манёвр, готовый перерасти в окружение, в 15:00 османские войска начали отход из оазиса, бросив всю свою артиллерию. В результате колонна Пекори-Джиральди заняла позиции противника в Айн-Заре.
В течение следующего дня итальянская пехота и кавалерия, преследуя османско-арабские силы, очистили окрестности и захватили несколько караванов, а также четыре лагеря и значительные трофеи в виде оружия, боеприпасов, палаток, провизии и домашнего скота.